# لوبومیر شاتکا
لوبومیر شاتکا (انگلیسی: Ľubomír Šatka؛ زادهٔ ۲ دسامبر ۱۹۹۵) بازیکن فوتبال اهل اسلواکی است.
از باشگاه‌هایی که در آن بازی کرده‌است می‌توان به باشگاه فوتبال لخ پوزنان، باشگاه فوتبال داک ۱۹۰۴ دونایسکا استردا، باشگاه فوتبال نیوکاسل یونایتد، و باشگاه فوتبال یورک سیتی اشاره کرد.
وی همچنین در تیم‌های ملی فوتبال زیر ۲۱ سال اسلواکی، و اسلواکی بازی کرده‌است.